# 江淙
江淙（1463年—？），字朝會，江西南昌府豐城縣人，軍籍，明朝政治人物。

## 生平
江西鄉試第二名舉人。弘治十五年（1502年）中式壬戌科會試第十四名，三甲第三十五名進士。

## 家族
曾祖江永崇；祖父江序泂；父江益德，母席氏。具庆下。弟江湍。